# 波蘭友好城市或姐妹城市列表

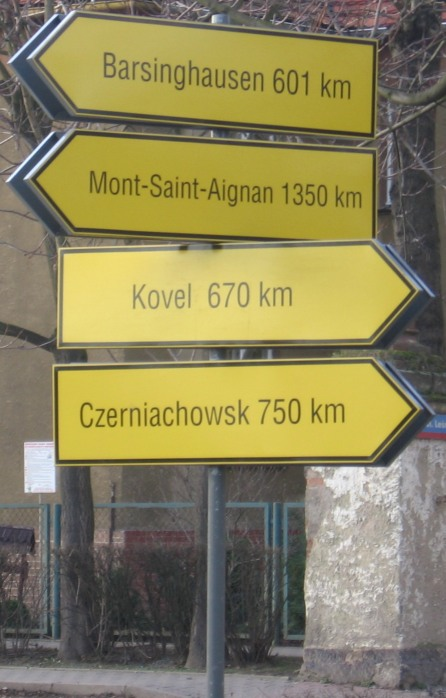
布熱格多爾內姊妹城市指示牌

這是一份波蘭與其他國家地方社區建立常設聯繫的地點清單，這些聯繫被稱為「城市結盟」（通常在歐洲）或「姊妹城市」（通常在世界其他地區），波蘭語稱為miasta partnerskie。

## A
亞歷山德魯夫沃茲基
- 克拉斯拉瓦，拉脫維亞
- 奧西亞赫，奧地利
- 皮热维尔，法國

安德里赫夫
- 布熱茨拉夫，捷克共和國
- 阿尔高地区伊斯尼，德國
- 伊久姆，烏克蘭
- 霍尼，喬治亞
- 蘭德格拉夫，荷蘭
- 普里韋爾諾，意大利
- 斯托羅日內茨，烏克蘭
- 圖庫姆斯，拉脫維亞

奧古斯圖夫
- 德魯斯基寧凱，立陶宛
- 波爾托切雷西奧，意大利
- 魯德基，烏克蘭
- 蘇普拉希爾，波蘭
- 圖蘇拉，芬蘭

## B

### Ba–Bl
巴利內克
- 格里菲諾，波蘭
- 庫里埃爾，法國
- 普倫茨勞，德國
- 什內費爾丁根，德國

巴爾托什采
- 別列茲內，烏克蘭
- 埃馬博達，瑞典
- 姆瓦瓦，波蘭
- 尼恩堡，德國
- 瓦雷納，立陶宛

本津
- 巴斯阿姆，法國
- 凱希亞多里斯，立陶宛
- 奧布希夫，烏克蘭
- 塔塔巴尼亞，匈牙利

貝爾哈圖夫
- 阿爾科巴薩，葡萄牙
- 奧貝爾讓維爾，法國
- 瓊格拉德，匈牙利
- 傑欽，捷克共和國
- 米希萊尼采，波蘭
- 帕爾杜比采，捷克共和國
- 南烏克蘭斯克，烏克蘭
- 波瓦日斯卡比斯特里察，斯洛伐克
- 陶拉格，立陶宛
- 茲維亞赫爾，烏克蘭

貝爾日采
- 巴蘭德，匈牙利
- 布羅迪，烏克蘭
- 沙什京-斯特拉熱，斯洛伐克
- 什奇列茨，烏克蘭

比亞瓦波德拉斯卡
- 巴拉諾維奇，白俄羅斯
- 布列斯特，白俄羅斯

比亞韋布沃塔
- 埃爾布馬爾什，德國
- 維爾紐斯區市，立陶宛

比亞沃加德
- 阿爾巴諾拉齊亞萊，意大利
- 賓茨，德國
- 卡拉卡爾，羅馬尼亞
- 格諾舍，瑞典
- 耶卡布皮爾斯，拉脫維亞
- 馬爾杜，愛沙尼亞
- 蒙塔納，保加利亞
- 奧倫，比利時
- 特特羅，德國

比亞韋斯托克
- 巴赫達爾，埃塞俄比亞
- 伯爾茲，摩爾多瓦
- 波鴻，德國
- 博爾諾瓦，土耳其
- 崇左，中國
- 多布里奇，保加利亞
- 埃因霍溫，荷蘭
- 戈里，喬治亞
- 久姆里，亞美尼亞
- 葉爾加瓦，拉脫維亞
- 考納斯，立陶宛
- 盧薩卡，贊比亞
- 盧茨克，烏克蘭
- 馬扎拉德爾瓦洛，意大利
- 密爾沃基縣，美國
- 聖路易，塞內加爾
- 斯利馬，馬耳他
- 蘇姆蓋特，阿塞拜疆
- 烏爾根奇，烏茲別克斯坦
- 耶胡德-莫諾松，以色列

比拉瓦
- 查塔姆-肯特，加拿大
- 切哈努夫，波蘭
- 赫羅諾夫，捷克共和國
- 科斯泰萊茨納德奧爾利齊，捷克共和國
- 林根，德國

比爾斯克波德拉斯基
- 克勒拉希，摩爾多瓦
- 克勒拉希，羅馬尼亞
- 德韋莫吉利，保加利亞
- 拉希夫，烏克蘭

比爾斯科-比亞瓦
- 阿克，以色列
- 巴亞馬雷，羅馬尼亞
- 貝桑松，法國
- 別爾江斯克，烏克蘭
- 弗里德克-米斯泰克，捷克共和國
- 大急流城，美國
- 柯克利斯，英國
- 克拉古耶瓦茨，塞爾維亞
- 尼賴吉哈佐，匈牙利
- 索爾諾克，匈牙利
- 特日內茨，捷克共和國
- 烏斯特卡，波蘭
- 沃爾夫斯堡，德國
- 日利納，斯洛伐克

比埃倫
- 貢德爾芬根，德國
- 默恩敘爾盧瓦爾，法國
- 摩拉夫斯基貝龍，捷克共和國
- 奧斯特羅赫，烏克蘭

比沃戈賴
- 阿富拉，以色列
- 比利納，捷克共和國
- 克賴爾斯海姆，德國
- 凱爾梅，立陶宛
- 新沃林斯克，烏克蘭
- 斯特羅普科夫，斯洛伐克

畢斯庫皮耶茨
- 布拉姆舍，德國

布沃涅
- 科雷諾奧索尼奧，意大利

### Bo–By
博赫尼亞
- 巴德薩爾茨德特富爾特，德國
- 凱日馬羅克，斯洛伐克
- 羅塞爾，美國

博加蒂尼亞
- 赫拉德克納德尼索，捷克共和國
- 齊陶，德國

博古赫瓦拉
- 比斯特日采納德佩恩什泰伊內姆，捷克共和國
- 斯尼納，斯洛伐克
- 特羅斯蒂亞內茨，烏克蘭
- 弗拉諾夫納德托普盧，斯洛伐克

博古舒夫-戈爾采
- 斯米日采，捷克共和國

博萊斯瓦維耶茨
- 阿庫托，意大利
- 捷斯卡利帕，捷克共和國
- 馬里亞格峽灣，丹麥
- 莫爾德，挪威
- 諾讓敘爾馬恩，法國
- 皮爾納，德國
- 普爾尼亞沃爾，波斯尼亞和黑塞哥維那
- 齊格堡，德國
- 瓦萊科爾薩，意大利
- 茲巴拉日，烏克蘭

博爾庫夫
- 巴德穆斯考，德國
- 博爾肯，德國
- 多克西，捷克共和國

布羅德尼察
- 布勒魯普（韋延），丹麥
- 凱代尼艾，立陶宛
- 施特拉斯堡，德國

布熱格
- 貝龍，捷克共和國
- 布爾格昂布雷斯，法國
- 戈斯拉爾，德國

布熱格多爾內
- 巴爾辛豪森，德國
- 科韋利，烏克蘭
- 蒙聖艾尼昂，法國

布熱斯科
- 朗根恩斯林根，德國
- 索瓦塔，羅馬尼亞
- 紹茲豪洛姆巴塔，匈牙利

布熱佐夫
- 多布羅米爾，烏克蘭
- 博德瓦河上摩爾達瓦，斯洛伐克
- 桑比爾，烏克蘭

布斯科-茲德魯伊
- 赫米利尼克，烏克蘭
- 斯佩基亞，意大利
- 施泰因海姆，德國
- 穆拉河聖馬丁，克羅地亞
- 錫格特聖米克洛什，匈牙利

比得哥什
- 切爾卡瑟，烏克蘭
- 哈特福德，美國
- 克拉古耶瓦茨，塞爾維亞
- 克列緬丘格，烏克蘭
- 曼海姆，德國
- 寧波，中國
- 帕特雷，希臘
- 巴甫洛達爾，哈薩克斯坦
- 珀斯，蘇格蘭，英國
- 皮特什蒂，羅馬尼亞
- 雷焦艾米利亞，意大利
- 威廉港，德國

比斯特日察克沃茲卡
- 安貝格，德國
- 卡茲米日，波蘭
- 馬薩馬爾塔納，意大利
- 奧爾利茨山扎霍日，捷克共和國
- 奧爾利察河上烏斯季，捷克共和國
- 茲多布尼采，捷克共和國

比托姆
- 巴特，美國
- 德羅霍貝奇，烏克蘭
- 奧爾莫日，斯洛文尼亞
- 雷克林豪森，德國
- 弗塞廷，捷克共和國
- 日托米爾，烏克蘭

比托夫
- 弗蘭肯貝格，德國
- 馬爾卡里德，瑞典
- 陶拉格，立陶宛
- 威諾納，美國
- 扎利什奇基，烏克蘭

## C
亨欽
- 申內克，德國

海烏姆
- 伯利恆附近貝特薩胡爾，巴勒斯坦
- 諾克斯維爾，美國
- 科韋利，烏克蘭
- 盧茨克，烏克蘭
- 尼古拉耶夫，烏克蘭
- 奧祖爾蓋蒂，喬治亞
- 辛德爾芬根，德國
- 烏泰納，立陶宛

海烏姆諾
- 福爾柯克，蘇格蘭，英國
- 漢恩明登，德國
- 卡尼夫，烏克蘭
- 萊托維采，捷克共和國

霍伊納是Douzelage的成員，這是一個橫跨歐盟的姊妹城市協會。霍伊納還有另一個姊妹城市。
Douzelage
- 阿格羅斯，塞浦路斯
- 阿爾特亞，西班牙
- 阿西卡拉，芬蘭
- 巴德克茨廷，德國
- 貝拉焦，意大利
- 邦多蘭，愛爾蘭
- 格朗維爾，法國
- 霍爾斯特布羅，丹麥
- 烏法利茲，比利時
- 尤登堡，奧地利
- 克塞格，匈牙利
- 馬爾薩斯卡拉，馬耳他
- 梅爾森，荷蘭
- 尼德蘭文，盧森堡
- 奧克瑟勒松德，瑞典
- 普雷韋扎，希臘
- 羅基什基斯，立陶宛
- 羅維尼，克羅地亞
- 塞辛布拉，葡萄牙
- 舍伯恩，英格蘭，英國
- 錫古爾達，拉脫維亞
- 錫雷特，羅馬尼亞
- 什科菲亞洛卡，斯洛文尼亞
- 蘇什采，捷克共和國
- 特里亞夫納，保加利亞
- 圖里，愛沙尼亞
- 茲沃倫，斯洛伐克

其他
- 施韋特，德國

霍伊尼采
- 巴約，法國
- 埃姆斯代滕，德國
- 科爾孫-舍甫琴科夫斯基，烏克蘭

霍伊努夫
- 科芒特里，法國
- 埃格爾斯巴赫，德國
- 姆尼霍沃赫拉迪什泰，捷克共和國

霍茹夫
- 克雷伊，法國
- 伊瑟爾隆，德國
- 奧茲德，匈牙利
- 泰爾莫利，意大利
- 捷爾諾波爾，烏克蘭
- 茲林，捷克共和國

霍什奇諾
- 菲爾斯滕瓦爾德，德國
- 奧夫魯奇，烏克蘭

赫茹努夫
- 阿爾訥，法國
- 涅克拉德哈佐，匈牙利
- 伊萬諾-弗蘭科夫斯克，烏克蘭

切哈努夫
- 比拉瓦，波蘭
- 布雷茲諾，斯洛伐克
- 哈爾登斯萊本，德國
- 赫梅利尼茨基，烏克蘭
- 默東，法國

切申
- 巴爾奇克，保加利亞
- 康布雷，法國
- 捷克切申，捷克共和國
- 亨克，比利時
- 普茨克，波蘭
- 羅日尼亞瓦，斯洛伐克
- 泰烏瓦，芬蘭

切霍維采-傑傑茨
- 希登豪森，德國
- 沃姆扎，波蘭
- 奧爾洛瓦，捷克共和國
- 拉耶茨，斯洛伐克
- 斯洛尼姆，白俄羅斯

切拉日
- 奧比，法國
- 耶卡布皮爾斯，拉脫維亞
- 瓦爾帕洛塔，匈牙利
- 熱達奇夫，烏克蘭

切爾斯克
- 博伊岑堡，德國

切爾維翁卡-萊什奇尼
- 卡奇卡，羅馬尼亞
- 杜布諾，烏克蘭
- 耶卡布皮爾斯，拉脫維亞
- 索科烏夫波德拉斯基，波蘭

琴斯托霍瓦
- 伯利恆，巴勒斯坦
- 卡緬涅茨-波多利斯基，烏克蘭
- 洛雷托，意大利
- 盧爾德，法國
- 拿撒勒，以色列
- 奧雷姆，葡萄牙
- 普福爾茨海姆，德國
- 雷澤克內，拉脫維亞
- 南本德，美國
- 施蒂利亞，奧地利
- 薩波潘，墨西哥

茨武霍夫
- 康什昂烏什，法國
- 卡尼夫，烏克蘭
- 烏斯拉爾，德國

## D
東布羅瓦古爾尼查
- 阿爾切夫斯克，烏克蘭
- 摩爾多瓦坎普隆，羅馬尼亞
- 梅迪亞什，羅馬尼亞
- 斯圖登卡，捷克共和國

達爾沃沃
- 布拉克，德國
- 加德萊根，德國
- 黑斯勒霍爾姆，瑞典
- 內克瑟（博恩霍爾姆），丹麥
- 聖杜爾夏爾，法國
- 斯塔里赫羅岑科夫，捷克共和國
- 青斯特，德國

德比察
- 卡普瓦爾，匈牙利
- 穆羅，西班牙
- 普爾斯-聖阿曼茲，比利時
- 斯維什托夫，保加利亞

德比察（鄉村公社）
- 奇切烏，羅馬尼亞
- 托普利亞河上哈努紹夫采，斯洛伐克
- 耶爾耶達倫，瑞典
- 卡普瓦爾，匈牙利
- 莫爾申，烏克蘭
- 魯德基，烏克蘭
- 烏伊薩斯，匈牙利

德布諾
- 格羅濟斯克維爾科波爾斯基，波蘭
- 新托米希爾，波蘭
- 波斯托米諾，波蘭
- 倫庫姆，荷蘭
- 施特勞斯貝格，德國
- 切夫，波蘭
- 泰雷津，捷克共和國

德烏戈文卡
- 福薩諾，意大利
- 薩爾內，烏克蘭
- 費倫，德國

多布雷米亞斯托
- 科斯托波爾，烏克蘭
- 蒙蒂耶爾紹姆，法國
- 涅波龍特，波蘭
- 夸肯布呂克，德國

多皮耶沃
- 達爾戈-德貝里茨，德國
- 馬恩羅什，法國
- 沙爾考，德國
- 維爾紐斯區市，立陶宛

德雷茲登科
- 溫森，德國

傑爾若尼烏夫
- 比紹夫斯海姆，德國
- 克魯，英格蘭，英國
- 豪伊杜索博斯洛，匈牙利
- 克盧茨博爾克，波蘭
- 蘭什克龍，捷克共和國
- 南特威奇，英格蘭，英國
- 塞羅茨克，波蘭

## E
埃爾布隆格
- 寶雞，中國
- 貢比涅，法國
- 科金博，智利
- 德魯斯基寧凱，立陶宛
- 來賓，中國
- 萊爾，德國
- 利耶帕亞，拉脫維亞
- 納爾瓦，愛沙尼亞
- 新松奇，波蘭
- 龍內比，瑞典
- 台南，台灣
- 捷爾諾波爾，烏克蘭
- 特羅布里奇，英格蘭，英國

埃烏克
- 阿利圖斯，立陶宛
- 內特塔爾，德國

## G

### Gd–Gn
格但斯克
- 阿斯塔納，哈薩克斯坦
- 不來梅，德國
- 克利夫蘭，美國
- 卡爾馬，瑞典
- 尼斯，法國
- 鹿特丹，荷蘭
- 塞夫頓，英格蘭，英國
- 圖爾庫，芬蘭
- 維爾紐斯，立陶宛

格丁尼亞
- 奧爾堡，丹麥
- 布魯克林（紐約），美國
- 奧帕爾海岸（社區），法國
- 海口，中國
- 卡爾斯克魯納，瑞典
- 基爾，德國
- 克萊佩達，立陶宛
- 科特卡，芬蘭
- 克里斯蒂安桑，挪威
- 昆達（維魯-尼古拉），愛沙尼亞
- 利耶帕亞，拉脫維亞
- 普利茅斯，英格蘭，英國
- 西雅圖，美國
- 日托米爾，烏克蘭

吉日茨科
- 杜布諾，烏克蘭
- 格羅濟斯克馬佐維耶茨基，波蘭

- 奎爾富特，德國
- 特拉凱，立陶宛
- 瓦雷納，立陶宛

格利維采
- 博特羅普，德國
- 德紹-羅斯勞，德國
- 唐卡斯特，英格蘭，英國
- 凱日馬羅克，斯洛伐克
- 納卡，瑞典
- 紹爾戈陶爾揚，匈牙利
- 瓦朗謝訥，法國

格沃古夫
- 安伯谷，英格蘭，英國
- 艾森許滕施塔特，德國
- 卡緬涅茨-波多利斯基，烏克蘭
- 拉霍爾姆，瑞典
- 朗根哈根，德國

- 里薩，德國

格沃古夫馬沃波爾斯基
- 伊布拉尼，匈牙利
- 拉貝河上利薩，捷克共和國
- 內門欽埃，立陶宛
- 佩雷欽，烏克蘭
- 斯皮什城堡，斯洛伐克

格沃古韋克
- 里特貝格，德國
- 普拉傑德山下弗爾布諾，捷克共和國

格武布奇采
- 克爾諾夫，捷克共和國
- 阿爾布雷希蒂采市，捷克共和國
- 羅肯豪森，德國
- 魯辛，捷克共和國
- 阿夫爾河上聖雷米，法國
- 茲巴拉日，烏克蘭

格武霍瓦濟
- 耶塞尼克，捷克共和國
- 米庫洛維采，捷克共和國
- 茲拉泰霍里，捷克共和國

格涅茲諾
- 阿納尼，意大利
- 埃斯泰爾戈姆，匈牙利
- 法爾肯貝里，瑞典
- 拉德維利什基斯，立陶宛
- 聖馬洛，法國
- 施派爾，德國
- 烏曼，烏克蘭
- 芬丹，荷蘭

### Go
戈杜夫
- 下盧廷涅，捷克共和國
- 卡爾維納附近彼得洛維采，捷克共和國
- 舊城，波蘭

戈戈林
- 雅布隆科夫，捷克共和國
- 基蘇茨凱新城，斯洛伐克
- 沃迪戈維采，波蘭
- 申高，德國
- 茲維日涅茨，波蘭

戈烏達普
- 上錫羅斯，希臘
- 吉瓦特什穆埃爾，以色列
- 沙基艾，立陶宛
- 施塔德，德國

戈萊尼烏夫
- 呂根島上貝爾根，德國
- 格賴夫斯瓦爾德，德國
- 默爾恩，德國
- 皮日采，波蘭
- 斯韋達拉，瑞典

戈萊舒夫
- 比斯特日采，捷克共和國
- 賴斯基興，德國
- 文德里涅，捷克共和國

古拉
- 哈茨山赫茨貝格，德國

古拉卡爾瓦里亞
- 沃爾澤爾，烏克蘭

戈爾利采
- 巴爾代約夫，斯洛伐克
- 卡盧什，烏克蘭
- 帕帕，匈牙利

戈茹夫維爾科波爾斯基
- 卡瓦德蒂雷尼，意大利
- 埃伯斯瓦爾德，德國
- 奧得河畔法蘭克福，德國
- 黑爾福德區，德國
- 蘇梅，烏克蘭
- 泰拉莫，意大利

戈日采
- 博胡明，捷克共和國
- 下盧廷涅，捷克共和國
- 卡緬涅茨-波多利斯基，烏克蘭
- 舊比斯特里察，斯洛伐克

戈斯廷
- 凱卡瓦，拉脫維亞

戈斯廷寧
- 朗根費爾德，德國

### Gr–Gu
格羅德庫夫
- 貝庫姆，德國
- 博爾什奇夫，烏克蘭

格羅濟斯克馬佐維耶茨基
- 卡羅，法國
- 達尼洛夫格勒，蒙特內哥羅
- 吉日茨科，波蘭
- 拉德維利什基斯，立陶宛
- 魏茨，奧地利

格羅濟斯克維爾科波爾斯基
- 比爾扎伊，立陶宛
- 布羅德，波斯尼亞和黑塞哥維那
- 德布諾，波蘭[58]
- 德利格森，德國
- 多利納，烏克蘭
- 默克斯普拉斯，比利時

格魯耶茨
- 普利亞卡諾薩，意大利
- 斯皮什新村，斯洛伐克
- 斯特魯米察，北馬其頓

格魯瓊茲
- 法倫，瑞典
- 居特斯洛，德國
- 南寧，中國

格里布夫（鄉村公社）
- 沙托蒂埃里，法國

格里菲采
- 格里富夫希隆斯基，波蘭
- 居斯特羅，德國
- 梅爾多夫，德國

格里菲諾
- 巴爾利內克，波蘭
- 施韋特，德國

古賓
- 古本，德國
- 克維津，波蘭
- 拉茨恩，德國

## H
海伊努夫卡
- 尤爾巴爾卡斯，立陶宛
- 卡緬涅茨，白俄羅斯
- 克拉斯拉瓦，拉脫維亞
- 北薩卡拉，愛沙尼亞
- 普魯扎內，白俄羅斯
- 斯維斯拉奇，白俄羅斯

赫魯別舒夫
- 比耶洛波列，蒙特內哥羅
- 卡緬涅茨-波多利斯基，烏克蘭
- 卡普瓦爾，匈牙利
- 斯維什托夫，保加利亞
- 索卡爾，烏克蘭
- 沃洛迪米爾，烏克蘭

## I
伊瓦瓦
- 黑爾博恩，德國
- 克萊佩達區市，立陶宛
- 托倫，荷蘭

伊諾夫羅茨瓦夫
- 巴德厄因豪森，德國

伊扎貝林
- 博爾肯，德國
- 下奇夫利克，保加利亞
- 梅呂，法國
- 米茨庫奈，立陶宛

## J
雅布翁卡
- 布雷布，羅馬尼亞
- 霍日采，捷克共和國
- 納吉馬尼約克，匈牙利
- 賴歇爾斯海姆，德國
- 特爾斯泰納，斯洛伐克
- 沃爾布日，波蘭

雅羅欽
- 哈特萬，匈牙利
- 利貝庫爾，法國
- 奧列克桑德里亞，烏克蘭
- 奧波奇諾，波蘭
- 施呂希滕，德國
- 費爾德霍芬，荷蘭

雅羅斯瓦夫
- 丁格爾施泰特，德國
- 胡梅內，斯洛伐克
- 克巴尼亞（布達佩斯），匈牙利
- 米哈洛夫采，斯洛伐克
- 奧朗日，法國
- 斯維德尼克，斯洛伐克
- 烏日霍羅德，烏克蘭
- 維什科夫，捷克共和國
- 雅沃里夫，烏克蘭

雅謝尼察
- 彼得瓦爾德，捷克共和國

雅斯沃
- 巴爾代約夫，斯洛伐克
- 坎波桑皮耶羅，意大利
- 霍多寧，捷克共和國
- 馬科，匈牙利
- 布拉格10（布拉格），捷克共和國
- 桑比爾，烏克蘭
- 特雷比紹夫，斯洛伐克
- 特魯斯卡韋茨，烏克蘭

雅斯特熱比耶-茲德魯伊
- 博爾什奇夫，烏克蘭
- 哈維若夫，捷克共和國
- 伊本比倫，德國
- 卡爾維納，捷克共和國
- 普里耶維扎，斯洛伐克
- 圖爾寬，法國

雅沃爾
- 別爾季奇夫，烏克蘭
- 涅波沃米采，波蘭
- 涅斯基，德國
- 阿布魯佐羅塞托，意大利
- 圖爾諾夫，捷克共和國

雅沃茲諾
- 赫里福德，英格蘭，英國
- 卡爾維納，捷克共和國
- 西格特哈洛姆，匈牙利
- 義烏，中國

雅沃日納希隆斯卡
- 奧斯特里茨，德國
- 佩雷馬勒，法國
- 普費芬豪森，德國
- 梅圖耶河畔特普利采，捷克共和國

延德熱尤夫
- 凱斯特海伊，匈牙利
- 福格特蘭賴興巴赫，德國

耶爾奇-拉斯科維采
- 古登斯貝格，德國
- 波德克爾科諾謝山脈里廷涅，捷克共和國
- 什奇雷茨，烏克蘭

耶萊尼亞古拉
- 包岑，德國
- 博克斯貝格，德國
- 切爾維亞，意大利
- 常州，中國
- 埃爾夫施塔特，德國
- 尼薩河畔雅布洛內茨，捷克共和國
- 蘭德斯，丹麥
- 北頓涅茨克，烏克蘭
- 龍舌蘭，墨西哥
- 泰勒，美國
- 瓦爾凱阿科斯基，芬蘭

## K

### Ka–Kn
卡利什
- 埃爾富特，德國
- 哈姆，德國
- 奧蒙，法國
- 黑爾胡戈瓦德，荷蘭
- 卡緬涅茨-波多利斯基，烏克蘭
- 拉盧維耶爾，比利時
- 馬丁，斯洛伐克
- 普雷斯頓，英格蘭，英國

卡爾瓦里亞澤布日多夫斯卡
- 比謝列，意大利
- 哈梅林，德國
- 萊沃查，斯洛伐克
- 摩拉維亞布傑約維采，捷克共和國

卡緬波莫爾斯基
- 布羅默拉，瑞典
- 科瓦雷，波蘭
- 呂嫩，德國
- 波爾沃，芬蘭
- 托格洛，德國

卡緬納古拉
- 比特費爾德-沃爾芬，德國
- 易北河上德沃爾克拉洛韋，捷克共和國
- 伊卡斯特-布蘭德，丹麥
- 什奇雷茨，烏克蘭
- 特魯特諾夫，捷克共和國
- 維埃爾宗，法國
- 沃爾芬比特爾，德國

卡爾圖濟
- 凱薩爾格，法國
- 杜德施塔特，德國
- 哥里，格魯吉亞
- 凱里，中國
- 波拉尼察-茲德魯伊，波蘭

卡托維治
- 科隆，德國
- 格羅寧根，荷蘭
- 科希策，斯洛伐克
- 利維夫，烏克蘭
- 米什科爾茨，匈牙利
- 莫比爾，美國
- 奧帕瓦，捷克共和國
- 奧斯特拉瓦，捷克共和國
- 普拉，克羅地亞
- 聖艾蒂安，法國
- 瀋陽，中國

康蒂弗羅茨瓦夫斯基
- 比布利斯，德國
- 米尼亞盧-博沃爾，法國
- 斯維特洛沃茨克區，烏克蘭
- 熱爾庫夫，波蘭

肯濟日恩-科日萊
- 約納瓦，立陶宛
- 卡盧什，烏克蘭
- 厄林根，德國
- 皮什，波蘭
- 普熱羅夫，捷克共和國
- 拉奇布日，波蘭

肯普諾
- 恩奇，匈牙利
- 翁布里亞賈諾，意大利
- 特魯特諾夫，捷克共和國

肯特日恩
- 沃洛迪米爾，烏克蘭
- 韋澤爾，德國
- 茲拉泰霍里，捷克共和國

肯特日恩（鄉村公社）
- 古爾貝內，拉脫維亞
- 莫龍，法國
- 普里耶奈，立陶宛
- 里耶塔瓦斯，立陶宛[128]

肯蒂
- 庫塞勒，比利時
- 凱特，斯洛伐克
- 凱蒂，匈牙利
- 拉耶茨，斯洛伐克
- 圖爾佐夫卡，斯洛伐克

凱爾采
- 切佩爾（布達佩斯），匈牙利
- 哥達，德國
- 奧朗日，法國
- 拉姆拉，以色列
- 文尼察，烏克蘭

克沃布茨克
- 什圖羅沃，斯洛伐克

克沃茲科
- 本斯海姆，德國
- 卡爾萬，法國
- 弗萊龍，比利時
- 利馬諾瓦，波蘭
- 納霍德，捷克共和國
- 勒德烏齊，羅馬尼亞
- 克涅日納河上里赫諾夫，捷克共和國

克沃茲科（鄉村公社）
- 格奧爾格斯馬里恩許特，德國
- 里特羅，波蘭
- 茲邦申，波蘭

克盧茨博爾克
- 巴特迪克海姆，德國
- 別熱扎內，烏克蘭
- 傑爾若尼烏夫，波蘭

克努魯夫
- 卡津茨巴爾奇卡，匈牙利
- 斯維特，斯洛伐克

### Ko
科比爾尼察
- 巴托尼泰雷涅，匈牙利
- 伊爾科夫，捷克共和國
- 科希切利斯科，波蘭
- 小摩拉夫卡，捷克共和國
- 馬爾內烏利，格魯吉亞
- 下錫特尼察，斯洛伐克
- 普熱梅特，波蘭
- 特夫爾多申，斯洛伐克
- 瓦爾加，愛沙尼亞
- 瓦爾卡，拉脫維亞
- 維塔茲，斯洛伐克
- 瓦爾采，波蘭
- 扎爾申，波蘭

科爾布紹瓦
- 阿彭森，德國
- 卡西諾，意大利
- 科夫，愛爾蘭
- 馬泰薩爾卡，匈牙利
- 普洛埃爾梅勒，法國
- 老桑比爾，烏克蘭

科沃布熱格
- 巴德奧爾德斯洛，德國
- 巴特，德國
- 庫克爾貝格，比利時
- 馬內羅，委內瑞拉
- 奧帕蒂亞，克羅地亞
- 潘科（柏林），德國
- 波里，芬蘭
- 錫姆里斯港，瑞典

科莫爾尼基
- 卡緬尼察，波蘭
- 斯米扎內，斯洛伐克
- 維爾紐斯區市，立陶宛

科寧
- 阿克梅內，立陶宛
- 切爾諾夫策，烏克蘭
- 德陽，中國
- 多貝萊，拉脫維亞
- 埃南-博蒙，法國
- 黑爾訥，德國
- 約尼什基斯，立陶宛
- 卡爾洛沃，保加利亞
- 聖蘇珊娜，西班牙
- 松茲瓦爾，瑞典
- 溫格尼，摩爾多瓦
- 瓦拉什斯凱梅濟日奇，捷克共和國
- 韋克菲爾德，英格蘭，英國

科恩斯基
- 莫吉廖夫-波多利斯基，烏克蘭
- 奧羅斯拉尼，匈牙利
- 沙拉，斯洛伐克

康斯坦欽-耶濟奧爾納
- 登茨林根，德國
- 赫拉尼采，捷克共和國
- 克雷梅涅茨，烏克蘭
- 新維爾尼亞（維爾紐斯），立陶宛
- 皮索涅，意大利
- 聖日耳曼昂萊，法國

科爾尼克
- 塔特拉山布科維納，波蘭
- 陶努斯山區柯尼希施泰因，德國
- 科希切日納，波蘭
- 烏曼，烏克蘭

科羅諾沃
- 森登，德國
- 斯皮內托利，意大利
- 維爾紐斯區市，立陶宛

科希昌
- 阿爾蔡，德國
- 克林彭河畔艾瑟爾，荷蘭
- 拉科夫尼克，捷克共和國
- 施馬爾卡爾登，德國

科希切利斯科
- 迪爾比，比利時
- 科比爾尼察，波蘭
- 奧里馬蒂拉，芬蘭
- 厄斯特港，瑞典
- 特夫爾多申，斯洛伐克
- 瓦爾加，愛沙尼亞
- 瓦爾卡，拉脫維亞

科斯特日恩
- 奧切列特尼亞，烏克蘭
- 佩克拉，荷蘭
- 沃拉諾，意大利

奧得河畔科斯特日恩
- 卡瓦爾納，保加利亞[148]
- 派茨，德國[149]
- 桑比爾，烏克蘭[150]
- 澤洛，德國[151]

科沙林
- 阿爾巴諾拉齊亞萊，意大利
- 布爾日，法國
- 福州，中國
- 格拉薩克塞，丹麥
- 伊萬諾-弗蘭科夫斯克，烏克蘭
- 新布蘭登堡，德國
- 諾伊明斯特，德國
- 施韋特，德國
- 塞伊奈約基，芬蘭
- 滕珀爾霍夫-舍嫩貝格（柏林），德國
- 特拉凱，立陶宛

科瓦雷
- 切爾尼杜爾，捷克共和國
- 弗雷德里克松，丹麥
- 卡緬波莫爾斯基，波蘭
- 小烏帕，捷克共和國
- 舍瑙-貝茲多夫，德國
- 弗爾赫拉比，捷克共和國
- 扎茨萊日，捷克共和國

科濟格沃維
- 瓦特拉多爾內，羅馬尼亞

科濟埃尼采
- 丘古耶夫，烏克蘭
- 格爾海姆，德國
- 拉努維奧，意大利
- 梅濟拉博爾采，斯洛伐克

科茹胡夫
- 施韋普尼茨，德國

科濟
- 赫里喬夫斯凱波德赫拉傑，斯洛伐克
- 雅斯泰萊克，匈牙利
- 肯德雷什，匈牙利
- 莫紹夫采，斯洛伐克

### Kr–Kw
克拉科夫
- 波爾多，法國
- 布拉提斯拉瓦，斯洛伐克
- 布達佩斯，匈牙利
- 庫里提巴，巴西
- 庫斯科，秘魯
- 愛丁堡，蘇格蘭，英國
- 非斯，摩洛哥
- 美因河畔法蘭克福，德國
- 哥德堡，瑞典
- 因斯布魯克，奧地利
- 基輔，烏克蘭
- 萊比錫，德國
- 魯汶，比利時
- 利維夫，烏克蘭
- 米蘭，意大利
- 紐倫堡，德國
- 奧洛穆茨，捷克共和國
- 奧爾良，法國
- 佩奇，匈牙利
- 基多，厄瓜多爾
- 羅切斯特，美國
- 舊金山，美國
- 拉塞雷納，智利
- 索洛圖恩，瑞士
- 第比利斯，格魯吉亞
- 維爾紐斯，立陶宛

克拉普科維采
- 卡馬斯，美國
- 埃伯斯巴赫-諾伊格斯多夫，德國
- 希爾斯伯勒，美國
- 利波瓦-拉茲涅，捷克共和國
- 莫拉維察，波蘭
- 帕爾蒂贊斯凱，斯洛伐克
- 羅哈廷，烏克蘭
- 維森，德國
- 扎別茹夫，波蘭

克拉希尼克
- 豪伊杜伯斯洛門，匈牙利
- 科羅斯滕，烏克蘭
- 魯伊塞萊德，比利時
- 希拉萊，立陶宛
- 特羅吉爾，克羅地亞

克拉斯尼斯塔夫
- 阿爾韋斯塔，瑞典
- 戈羅希夫，烏克蘭
- 普什珀克拉達尼，匈牙利
- 圖里斯克，烏克蘭
- 扎泰茨，捷克共和國

克羅斯諾
- 埃德韋希特，德國
- 瓜爾多塔迪諾，意大利
- 科希策，斯洛伐克
- 馬爾，德國
- 厄加登，挪威
- 沙羅什帕塔克，匈牙利
- 沙托拉爾勞伊海伊，匈牙利
- 烏赫爾斯凱赫拉迪什泰，捷克共和國
- 烏日霍羅德，烏克蘭
- 扎拉埃格塞格，匈牙利

奧得河畔克羅斯諾
- 布雷默沃德，德國
- 卡爾察格，匈牙利
- 施瓦茨海德，德國

克羅托申
- 布魯門，荷蘭
- 布賈克，土耳其
- 迪爾多夫，德國
- 豐特奈勒孔特，法國
- 福尼約德，匈牙利
- 隱岐島，

克雷尼察-茲德魯伊
- 阿默舍姆，英格蘭，英國
- 巴德索登-阿倫多夫，德國
- 巴爾代約夫，斯洛伐克
- 赫梅利尼克，烏克蘭

克熱紹維采
- 布里地區紹姆，法國
- 基什佩什特（布達佩斯），匈牙利

庫多瓦-茲德魯伊
- 霍恩-巴德邁因貝格，德國
- 赫羅諾夫，捷克共和國
- 納霍德，捷克共和國
- 圖霍拉，波蘭

庫特諾
- 巴特雅姆，以色列

庫茲尼亞拉奇博爾斯卡
- 凱爾海姆，德國
- 奧德里，捷克共和國

克維津
- 巴爾，烏克蘭
- 策勒，德國
- 古賓，波蘭
- 烏洛夫斯特倫，瑞典

## L

### La–Le
蘭切特
- 巴克塔洛蘭特哈扎，匈牙利
- 巴爾馬茲烏伊瓦羅什，匈牙利
- 萊沃查，斯洛伐克
- 塔維拉，葡萄牙
- 烏曼，烏克蘭

瓦斯克
- 易北河谷，德國

瓦濟斯卡古爾內
- 富爾內克，捷克共和國
- 弗魯特基，斯洛伐克

萊堡
- 巴爾塔，烏克蘭
- 迪德朗日，盧森堡
- 勞恩堡，德國
- 馬諾姆，法國
- 索卡爾，烏克蘭
- 沃爾科維斯克，白俄羅斯

萊奇納
- 豪伊杜哈德哈茲，匈牙利
- 科韋爾，烏克蘭
- 特雷維奧洛，意大利

萊奇察
- 彭茨林，德國
- 里利厄拉帕普，法國
- 雷平，波蘭
- 沃洛迪米爾，烏克蘭

萊津
- 雷武察，斯洛伐克
- 羅卡戈爾加，意大利
- 烏尼喬夫，捷克共和國

萊吉奧諾沃
- 博爾若米，格魯吉亞
- 卡爾尼卡瓦，拉脫維亞
- 九江，中國
- 科韋爾，烏克蘭
- 熱夫，俄羅斯
- 塞夫利耶沃，保加利亞
- 維日尼察，烏克蘭

萊格尼察
- 布蘭斯科，捷克共和國
- 德羅霍貝奇，烏克蘭
- 邁森，德國
- 羅阿訥，法國
- 烏珀塔爾，德國

萊希尼察
- 切爾諾希采，捷克共和國
- 克羅斯特維茨，德國
- 格爾布倫，德國
- 希爾沙伊德，德國
- 卡恩斯縣，美國
- 福伊茨貝格，奧地利

萊什諾
- 德爾訥，荷蘭
- 多瑙新城，匈牙利
- 蒙呂松，法國
- 蘇爾，德國
- 薩扎瓦河上日賈爾，捷克共和國

萊什諾沃拉
- 雅洛韋尼，摩爾多瓦

### Li–Lo
利茲巴爾克瓦爾明斯基
- 胡克謝瓦德，荷蘭
- 米拉努韋克，波蘭
- 蘇維埃茨克，俄羅斯
- 維薩吉納斯，立陶宛
- 韋爾特，德國

利馬諾瓦
- 下庫賓，斯洛伐克
- 克沃茲科，波蘭
- 姆龍戈沃，波蘭
- 大卡洛，匈牙利
- 奈爾斯，美國
- 特魯斯卡韋茨，烏克蘭
- 瓦特林根，德國

利馬諾瓦（鄉村公社）
- 奧拉瓦斯卡波魯巴，斯洛伐克

沃貝茲
- 阿芬，德國
- 古查（盧查尼），塞爾維亞
- 凱代尼艾，立陶宛
- 派庫塞（派爾努），愛沙尼亞
- 拉伊察，波蘭
- 斯瓦勒夫，瑞典
- 維克，德國

沃迪戈維采
- 戈戈林，波蘭
- 基蘇茨凱新梅斯托，斯洛伐克

羅茲
- 巴雷魯，葡萄牙
- 開姆尼茨，德國
- 成都，中國
- 廣州，中國
- 利維夫，烏克蘭
- 里昂，法國
- 穆爾西亞，西班牙
- 敖德薩，烏克蘭
- 普埃布拉，墨西哥
- 魯斯塔維，格魯吉亞
- 斯圖加特，德國
- 塞格德，匈牙利
- 坦佩雷，芬蘭
- 特拉維夫，以色列
- 天津，中國
- 維爾紐斯，立陶宛

沃米安基
- 哥倫比亞高地，美國
- 諾耶勒萊韋爾梅勒，法國

沃姆扎
- 切霍維采-傑濟采，波蘭
- 科洛梅亞，烏克蘭
- 馬斯卡廷，美國
- 帕夫利凱尼，保加利亞
- 錫格蒂納，瑞典
- 茲維亞赫爾，烏克蘭

沃維奇
- 奇克托瓦加，美國
- 科爾迪茨，德國
- 盧布利涅茨，波蘭
- 盧瓦爾河畔蒙托瓦爾，法國
- 雷達，波蘭
- 沙爾奇寧凱，立陶宛
- 薩盧佐，意大利
- 謝佩蒂夫卡，烏克蘭
- 什圖帕瓦，斯洛伐克

### Lu–Lw
盧巴喬夫
- 埃爾德，匈牙利
- 萊維采，斯洛伐克
- 雷金，羅馬尼亞
- 索布蘭采，斯洛伐克
- 托施泰特，德國
- 雅沃里夫，烏克蘭

盧班
- 卡門茨，德國
- 科林，捷克共和國
- 柯尼希斯布呂克，德國
- 勒鮑，德國
- 普里埃奈，立陶宛

盧巴爾圖夫
- 豪伊杜多羅格，匈牙利
- 拉塞伊尼艾，立陶宛
- 斯拉武塔，烏克蘭

盧巴夫卡
- 阿德爾什帕赫，捷克共和國
- 扎茨萊日，捷克共和國

盧賓
- 萊茵-拉恩（縣），德國

盧賓（鄉村公社）
- 薩托奈坎普，法國

盧布林
- 阿爾卡拉-德埃納雷斯，西班牙
- 德布勒森，匈牙利
- 德爾門霍斯特，德國
- 伊利，美國
- 伊萬諾-弗蘭科夫斯克，烏克蘭
- 焦作，中國
- 卡緬涅茨-波多利斯基，烏克蘭
- 哈爾科夫，烏克蘭
- 克里維里赫，烏克蘭
- 蘭開斯特，英格蘭，英國
- 盧甘斯克，烏克蘭
- 盧茨克，烏克蘭
- 利維夫，烏克蘭
- 明斯特，德國
- 南錫，法國
- 尼呂費爾，土耳其
- 帕內韋日斯，立陶宛
- 佩爾尼克，保加利亞
- 里雄萊錫安，以色列
- 斯塔羅比爾斯克，烏克蘭
- 里夫內，烏克蘭
- 蘇梅，烏克蘭
- 第比利斯，格魯吉亞
- 蒂爾堡，荷蘭
- 蒂米什瓦拉，羅馬尼亞
- 維塞烏，葡萄牙
- 溫莎，加拿大

盧布利涅茨
- 巴諾夫采納德貝布拉沃，斯洛伐克
- 基什昆馬伊沙，匈牙利
- 克拉瓦熱，捷克共和國
- 沃維奇，波蘭
- 特魯埃爾，西班牙

盧布斯科
- 布羅迪，波蘭
- 福爾斯特，德國
- 格里布斯科夫，丹麥
- 馬斯尼，法國
- 帕夫洛格勒，烏克蘭
- 弗洛托，德國

沃庫夫
- 巴拉尼夫卡，烏克蘭
- 拉茲迪亞伊，立陶宛
- 特爾瓦，愛沙尼亞
- 鄰布列塔尼，法國

利沃韋克希隆斯基
- 赫拉斯塔瓦，捷克共和國
- 海德瑙，德國
- 利沃韋克，波蘭
- 諾伊當萊韋蘇爾，法國
- 大舍諾夫，捷克共和國
- 維爾滕，德國

## M
馬庫夫
- 盧德扎，拉脫維亞
- 莫萊泰，立陶宛
- 埃爾勞夫河畔普爾格施塔爾，奧地利

波德哈萊馬庫夫
- 梅澤圖爾，匈牙利
- 弗瓦迪斯瓦沃沃，波蘭
- 祖布羅赫拉瓦，斯洛伐克

馬爾堡
- 基爾肯尼，愛爾蘭
- 馬爾尼萊孔皮埃涅，法國
- 萊茵河畔蒙海姆，德國
- 諾德霍恩，德國
- 奧法尼亞，意大利
- 瑟爾韋斯堡，瑞典
- 特拉凱，立陶宛

米亞斯特科
- 巴德法林博斯特爾，德國
- 凱爾梅，立陶宛
- 佩里埃，法國

米耶胡夫
- 埃爾韋，比利時
- 沃洛希斯克，烏克蘭

米耶茲納
- 胡斯托佩切，捷克共和國

- 茲巴拉日，烏克蘭

米恩茲熱切
- 安德雷西，法國
- 巴德弗賴恩瓦爾德，德國
- 夏洛滕堡-維爾默斯多夫（柏林），德國
- 哈倫，德國
- 韋斯特沃爾德，荷蘭

米恩茲茲德羅耶
- 巴赫奇薩賴區，烏克蘭

- 伊佐拉，斯洛維尼亞
- 隆馬，瑞典
- 澤林，德國

米恩基尼亞
- 奧里亞，意大利
- 施瓦爾姆施泰特，德國

米耶萊茨
- 杜希萊米納，法國
- 勒內，德國

- 穆卡切沃，烏克蘭
- 尚普地區聖馬丁，法國
- 聖泰貢內克洛克埃吉訥，法國
- 蒂薩弗爾德瓦爾，匈牙利
- 波亞雷斯新鎮，葡萄牙

米科沃夫
- 博伊寧根，荷蘭
- 伊拉瓦，斯洛伐克
- 克利姆科維采，捷克共和國
- 埃松省聖熱訥維耶夫德布瓦，法國

米拉努韋克
- 富莫內，意大利
- 利茲巴爾克瓦爾明斯基，波蘭
- 韋爾茨海姆，德國

米利奇
- 科布萊蒂，格魯吉亞
- 美因河畔洛爾，德國

米沃夫卡
- 科尼，匈牙利
- 馬爾卡茲，匈牙利
- 米利科夫，捷克共和國
- 托波爾尼基，斯洛伐克
- 瓦朗蒂尼，法國

明斯克馬佐維耶茨基
- 博羅江卡，烏克蘭
- 克爾諾夫，捷克共和國
- 萊西，美國
- 佩夫基，希臘
- 聖埃格雷夫，法國
- 泰爾希艾，立陶宛

米爾斯克
- 杜巴，捷克共和國
- 利貝爾達溫泉，捷克共和國
- 雲杉山下新鎮，捷克共和國

姆瓦瓦
- 巴拉尼亞因，西班牙
- 巴爾托希采，波蘭
- 克里瓦帕蘭卡，北馬其頓
- 莫斯庫福，意大利
- 納瑟烏德，羅馬尼亞
- 拉塞伊尼艾，立陶宛

- 菲爾恩海姆，德國

莫吉爾諾
- 布羅迪，烏克蘭
- 恩格爾斯基興，德國

莫拉維察
- 巴拉尼夫卡，烏克蘭
- 卡馬斯，美國
- 赫爾博爾茨海姆，德國
- 希爾斯伯勒，美國
- 克拉普科維采，波蘭[159]
- 普里韋爾諾，意大利
- 拉查（布拉提斯拉瓦），斯洛伐克
- 扎別茹夫，波蘭[223]

莫希納
- 澤爾策，德國

姆龍戈沃
- 孔東，法國
- 格呂恩貝格，德國
- 利馬諾瓦，波蘭

穆羅瓦納戈希利納
- 黑明根，德國
- 奧霍特尼察多爾納，波蘭
- 伊韋托，法國

米希萊尼采
- 貝烏哈圖夫，波蘭
- 喬帕克，匈牙利
- 呂登沙伊德，德國
- 斯皮什新村，斯洛伐克
- 廷屈，法國

米希利堡
- 考納斯，立陶宛
- 新哈登貝格，德國
- 索爾陶，德國

米斯沃維采
- 恩茨（縣），德國
- 弗里德克-米斯泰克，捷克共和國

米什庫夫
- 洛斯阿爾卡薩雷斯，西班牙
- 貝凱什，匈牙利
- 科普日夫尼采，捷克共和國
- 納梅斯托沃，斯洛伐克
- 茨韋尼茨，德國

## N
諾特茨河畔納克沃
- 埃爾斯特韋爾達，德國
- 納克洛，捷克共和國
- 納克洛，斯洛維尼亞
- 西摩，美國

納米斯沃夫
- 赫盧欽，捷克共和國
- 基什克勒，匈牙利
- 內貝爾許茨，德國
- 雅列姆切，烏克蘭
- 扎貢，羅馬尼亞

涅莫德林
- 多利納，烏克蘭
- 普拉日莫，捷克共和國
- 什蒂蒂，捷克共和國
- 費歇爾德，德國

涅波沃米采
- 雅沃爾，波蘭
- 庫日姆，捷克共和國
- 蒙塞利切，意大利
- 帕利亞諾，意大利
- 聖讓德拉呂埃勒，法國
- 塞切尼，匈牙利

涅波倫特
- 多布雷米亞斯托，波蘭
- 多爾納班雅，保加利亞
- 德拉漢斯卡弗爾霍維納（微區），捷克共和國
- 斯特拉日斯凱，斯洛伐克

尼斯科
- 費赫爾久爾馬特，匈牙利
- 黑克林根，德國
- 霍羅多克，烏克蘭
- 塞梅羅沃，斯洛伐克

新魯達
- 布魯莫夫，捷克共和國
- 卡斯特羅普-勞克瑟爾，德國
- 瓦萊爾，法國

新薩日納
- 多利納，烏克蘭
- 奧萊內，拉脫維亞

新索爾
- 阿希姆，德國[240]
- 弗雷薩格蘭迪納里亞，意大利
- 皮特林根，德國
- 奧爾日河畔聖米歇爾，法國
- 森夫滕貝格，德國
- 韋斯普雷姆，匈牙利
- 扎姆貝爾克，捷克共和國

諾沃加德
- 巴爾蒂斯克，俄羅斯
- 杜布羅維齊亞，烏克蘭
- 上米拉諾瓦茨，塞爾維亞
- 居茨科夫，德國
- 海德，德國
- 凱夫林厄，瑞典
- 韋萊斯，北馬其頓

諾沃格魯德博布扎恩斯基
- 奇米什利亞，摩爾多瓦
- 呂貝瑙，德國
- 韋斯特沃爾德，荷蘭

諾沃格羅傑茨
- 大杜布勞，德國
- 佩雷米什利亞內區，烏克蘭
- 斯爾巴茨，波士尼亞與赫塞哥維納

新德沃爾格但斯基
- 亨內夫，德國
- 薩爾內，烏克蘭
- 韋利奇卡河畔韋爾卡，捷克共和國

新德沃爾馬佐維耶茨基
- 埃萊克特雷奈，立陶宛
- 尼德奧爾舍爾，德國

新松奇
- 哥倫比亞縣，美國
- 埃爾布隆格，波蘭
- 加布羅沃，保加利亞
- 基什昆哈拉什，匈牙利
- 納爾維克，挪威
- 內坦雅，以色列
- 普雷紹夫，斯洛伐克
- 斯塔拉柳博夫尼亞，斯洛伐克
- 斯特雷，烏克蘭
- 蘇州，中國
- 塔爾努夫，波蘭
- 廷利公園，美國[247]
- 特拉凱，立陶宛
- 特羅佩亞，意大利

新塔爾格
- 埃夫里-庫爾庫龍，法國
- 凱日馬羅克，斯洛伐克
- 拉德福姆瓦爾德，德國
- 羅韋爾貝拉，意大利

新托米希爾
- 比森塔爾，德國
- 德布諾，波蘭
- 戈赫，德國
- 蘇萊欽，波蘭

新日米格魯德
- 普特諾克，匈牙利
- 蒂索韋茨，斯洛伐克

尼薩
- 巴統，格魯吉亞
- 萊茵河畔英格爾海姆，德國
- 耶塞尼克，捷克共和國
- 科洛梅亞，烏克蘭
- 呂丁豪森，德國
- 舒姆佩爾克，捷克共和國
- 捷爾諾波爾，烏克蘭

## O

### Ob–Op
奧博爾尼基
- 赫爾克德斯塔德，比利時
- 科布萊蒂，格魯吉亞
- 呂霍夫，德國
- 新雅沃里夫斯克，烏克蘭

奧多拉努夫
- 海林根/黑爾梅，德國
- 海林根（韋拉河），德國
- 馬爾特維利，格魯吉亞
- 拉梅濟埃爾，法國
- 涅斯維日，白俄羅斯
- 紹爾克拉斯蒂，拉脫維亞

奧格羅德齊耶涅茨
- 博加奇，匈牙利
- 福爾巴赫，德國
- 大比貝勞，德國
- 梅利薩諾，意大利
- 奧赫里德，北馬其頓
- 斯皮什波德赫拉傑，斯洛伐克
- 圖奇諾，波蘭

奧瓦瓦
- 捷克特熱博瓦，捷克共和國
- 上阿斯巴赫，德國
- 普里奧洛加爾加洛，意大利
- 錫蓋圖馬爾馬齊耶伊，羅馬尼亞
- 佐洛奇夫，烏克蘭

奧瓦瓦（鄉村公社）
- 皮德海齊區，烏克蘭
- 魯達米納，立陶宛

奧萊希尼察
- 赫魯季姆，捷克共和國
- 若內馬里尼，法國
- 瓦倫多夫，德國

奧萊斯諾
- 阿恩斯貝格，德國
- 扎拉卡羅什，匈牙利

奧爾庫什
- 貝爾加莫，意大利
- 比耶靈布羅（維堡），丹麥
- 布呂埃拉比西埃爾，法國
- 蓬泰努雷，意大利
- 陶努斯河畔施瓦爾巴赫，德國
- 斯塔福德郡高地，英格蘭，英國

奧爾什丁
- 沙托魯，法國
- 蓋爾森基興，德國
- 盧茨克，烏克蘭
- 奧芬堡，德國
- 羅瓦涅米，芬蘭
- 濰坊，中國

奧爾什蒂內克
- 班斯卡什佳夫尼察，斯洛伐克
- 德奧爾，法國
- 費爾舍佐爾察，匈牙利
- 瓦普舍尼日內，波蘭
- 呂昂，法國
- 勒普安松內，法國
- 斯特倫奈斯，瑞典
- 維爾紐斯區市，立陶宛
- 瓦爾肯里德，德國

奧波奇諾
- 比特恰，斯洛伐克
- 雅羅欽，波蘭
- 奧波奇諾，捷克共和國

奧波萊
- 阿利圖斯，立陶宛
- 布倫塔爾，捷克共和國
- 卡拉拉，意大利
- 格拉斯，法國
- 英戈爾施塔特，德國
- 伊萬諾-弗蘭科夫斯克，烏克蘭
- 庫奧皮奧，芬蘭
- 魯爾河畔米爾海姆，德國
- 波茨坦，德國
- 羅阿諾克，美國
- 塞克什白堡，匈牙利

### Os–Oz
奧斯特魯達
- 歐克松，法國
- 奧喬里奧斯，牙買加
- 哈爾茨山奧斯特羅德，德國
- 陶拉格，立陶宛

奧斯特魯達（鄉村公社）
- 科列茨區，烏克蘭
- 希盧泰，立陶宛

奧斯特羅文卡
- 阿利圖斯，立陶宛
- 巴拉沙久爾馬特，匈牙利
- 拉戈德希，格魯吉亞
- 梅彭，德國
- 馬斯蒂，白俄羅斯
- 普里盧基，烏克蘭

奧斯特魯夫馬佐維耶茨卡
- 上布雷姆巴泰，意大利
- 伊茲亞斯拉夫，烏克蘭

奧斯特魯夫馬佐維耶茨卡（鄉村公社）
- 北派爾努縣，愛沙尼亞

奧斯特魯夫大波蘭
- 貝爾熱拉克，法國
- 布蘭特福德，加拿大
- 德利茨施，德國
- 萊切，意大利
- 諾德豪森，德國

奧斯特羅維耶茨希維恩托克日斯基
- 貝卡巴德，烏茲別克斯坦
- 比拉采爾克瓦，烏克蘭
- 讓訥維利耶，法國
- 皮內托，意大利
- 斯肯索普，英格蘭，英國

奧斯特熱舒夫
- 施圖爾，德國

奧希維恩欽
- 阿雷佐，意大利
- 巴朗米雷，法國
- 布賴薩赫，德國
- 科里，意大利
- 凱爾彭，德國
- 桑比爾，烏克蘭

奧特穆霍夫
- 貝恩卡斯特爾-庫埃斯，德國
- 拉布爾布勒，法國
- 雅沃爾尼克，捷克共和國
- 洛帕廷，烏克蘭
- 米洛，意大利
- 瓦爾沙尼，匈牙利

奧特沃茨克
- 倫內施塔特，德國
- 聖阿芒蒙特龍，法國

奧扎魯夫
- 多瑙河畔克羅希欽科，波蘭
- 斯皮什貝拉，斯洛伐克

奧齊梅克
- 海因斯貝格，德國
- 克龍帕赫，斯洛伐克
- 普熱羅夫，捷克共和國
- 雷馬若夫，捷克共和國

奧佐爾庫夫
- 特爾斯泰納，斯洛伐克
- 維索凱米托，捷克共和國

## P

### Pa–Pi
帕比亞尼采
- 古謝夫，俄羅斯
- 凱雷佩什，匈牙利
- 普勞恩，德國
- 羅基什基斯，立陶宛

帕奇庫夫
- 艾因貝克，德國
- 于澤斯，法國

帕爾切夫
- 布雷敘爾，法國
- 柳博梅爾，烏克蘭
- 普里埃奈，立陶宛

帕斯萬克
- 拉庫龍，法國
- 伊策霍，德國

帕夫沃維采
- 佩爾庫帕，匈牙利
- 瓦赫河畔泰普利奇卡，斯洛伐克
- 韋爾坎，法國

皮亞塞奇諾
- 基蒂尼亞諾，意大利
- 哈爾庫，愛沙尼亞
- 黃岡，中國

皮耶卡雷希隆斯凱
- 科布萊蒂，格魯吉亞
- 克羅梅日什，捷克共和國
- 瑪麗亞比斯特里察，克羅埃西亞

皮瓦
- 沙泰勒羅，法國
- 伊莫拉，意大利
- 什未林，德國

皮瓦瓦古爾納
- 艾雷訥，法國
- 多布魯什卡，捷克共和國
- 克里夫特爾，德國
- 波霍日，捷克共和國

平丘夫
- 比斯特日采，捷克共和國
- 斯沃丁，斯洛伐克
- 塔塔，匈牙利

彼得庫夫特雷布納爾斯基
- 內卡河畔埃斯林根，德國
- 馬里揚泊萊，立陶宛
- 莫松馬扎羅瓦爾，匈牙利
- 內斯齊奧納，以色列
- 佩特里尼亞，克羅埃西亞
- 里夫內，烏克蘭
- 維埃納，法國
- 扎古比察，塞爾維亞

皮什
- 阿利圖斯區市，立陶宛
- 伊爾平，烏克蘭
- 肯德熱津-科茲萊，波蘭
- 穆斯特韋，愛沙尼亞
- 石勒蘇益格-弗倫斯堡，德國
- 沃拉納瓦區，白俄羅斯

皮夫尼察-茲德魯伊
- 凱斯特海伊，匈牙利
- 波普拉德河畔姆尼舍克，斯洛伐克

### Pl–Po
普萊舍夫
- 凱梅爾，土耳其
- 莫爾朗韋爾茲，比利時
- 聖皮埃爾多萊龍，法國
- 施潘根貝格，德國
- 韋斯特施泰德，德國

普沃茨克
- 歐塞爾，法國
- 伯爾茲，摩爾多瓦
- 達姆施塔特，德國
- 福利，意大利
- 韋恩堡，美國
- 淮安，中國
- 洛茲尼察，塞爾維亞
- 馬熱伊凱，立陶宛
- 普列文，保加利亞
- 魯斯塔維，格魯吉亞
- 錫內什，葡萄牙
- 瑟羅克，英格蘭，英國
- 韋斯普雷姆，匈牙利[294]
- 日托米爾，烏克蘭

普沃恩斯克
- 安圖安，比利時
- 巴赫奇薩賴，烏克蘭
- 恰科韋茨，克羅埃西亞
- 瓦盧瓦地區克雷皮，法國
- 莫希亞諾聖安傑洛，意大利
- 諾塔雷斯科，意大利
- 拉馬特哈內蓋夫，以色列
- 沙爾奇寧凱，立陶宛
- 捷爾諾波爾，烏克蘭
- 蒂薩菲雷德，匈牙利

普涅維
- 阿呂恩，法國
- 呂本瑙，德國
- 埃爾-埃肯施維克，德國

波別濟斯卡
- 哈倫，荷蘭
- 馬克特海登費爾德，德國
- 默河畔蒙福爾，法國
- 韋克舍，瑞典

波德古日恩
- 德斯納，捷克共和國[299]
- 古日察，波蘭
- 希爾吉斯瓦爾德-基爾紹，德國
- 斯莫烏濟諾，波蘭
- 什平德萊魯夫姆林，捷克共和國

波拉尼察-茲德魯伊
- 捷克斯卡利采，捷克共和國
- 揚斯凱拉茲涅，捷克共和國
- 卡爾圖濟，波蘭
- 特爾格特，德國

波利采
- 新羅茲迪爾，烏克蘭
- 帕澤瓦爾克，德國

波爾科維采
- 錫克特，德國

波尼亞托瓦
- 大錫格哈茨，奧地利
- 施泰格利茨-策倫多夫（柏林），德國

波拉伊
- 貝拉-杜利采，斯洛伐克
- 波霍熱利采，捷克共和國
- 維爾紐斯區市，立陶宛

波茲南
- 阿森，荷蘭
- 布爾諾，捷克共和國
- 傑爾，匈牙利
- 漢諾威，德國
- 于韋斯屈萊，芬蘭
- 哈爾科夫，烏克蘭
- 庫塔伊西，格魯吉亞
- 納布盧斯，巴勒斯坦
- 諾丁漢郡，英格蘭，英國
- 阿拉爾孔的波蘇埃洛，西班牙
- 拉阿納納，以色列
- 雷恩，法國
- 深圳，中國
- 托萊多，美國

### Pr–Py
普魯德尼克
- 博胡明，捷克共和國
- 克爾諾夫，捷克共和國
- 納德維爾納，烏克蘭
- 諾特海姆，德國
- 聖朱斯蒂諾，意大利

普魯什奇格但斯基
- 陶努斯河畔霍夫海姆，德國
- 希盧泰，立陶宛

普熱梅希爾
- 德羅戈貝奇，烏克蘭
- 埃格爾，匈牙利
- 胡梅內，斯洛伐克
- 卡緬涅茨-波多利斯基，烏克蘭
- 利維夫，烏克蘭
- 莫斯蒂斯卡，烏克蘭
- 帕德博恩，德國
- 南凱斯蒂文，英格蘭，英國
- 特魯斯卡韋茨，烏克蘭

普熱沃爾斯克
- 貝雷戈韋，烏克蘭
- 梅爾尼克，捷克共和國
- 摩拉夫斯基克魯姆洛夫，捷克共和國

普什奇納
- 貝吉施格拉德巴赫，德國
- 霍萊紹夫，捷克共和國
- 卡什泰拉，克羅埃西亞
- 克萊因倫瑙，德國

普舒夫
- 上貝內紹夫，捷克共和國

普瓦維
- 博亞爾卡，烏克蘭
- 布朗庫堡，葡萄牙
- 杜布利亞內，烏克蘭
- 涅斯維日，白俄羅斯
- 施滕達爾，德國

普烏圖斯克
- 甘德爾凱澤，德國
- 蒙莫朗西，法國
- 新不列顛，美國
- 塞尼察，斯洛伐克
- 塞倫奇，匈牙利

皮日采
- 巴德蘇爾策，德國
- 戈萊紐夫，波蘭
- 赫爾比，瑞典
- 科爾巴赫，德國
- 維索凱米托，捷克共和國
- 茲沃齊耶涅茨，波蘭

皮斯科維采
- 美因河畔弗勒斯海姆，德國
- 拉里卡馬里，法國
- 謝普蒂茨基，烏克蘭

## R
拉布卡-茲德魯伊
- 貢蒂耶堡，法國
- 弗羅姆，英格蘭，英國
- 基什昆費萊吉哈佐，匈牙利
- 穆爾哈特，德國

拉齊布日
- 肯德熱津-科茲萊，波蘭
- 勒沃庫森，德國
- 奧帕瓦，捷克共和國
- 羅特，德國
- 蒂斯梅尼察，烏克蘭
- 阿斯克新城，法國
- 祖格洛（布達佩斯），匈牙利

拉德林
- 根廷，德國
- 莫赫爾尼采，捷克共和國
- 羅哈廷，烏克蘭

拉多姆
- 班斯卡比斯特里察，斯洛伐克
- 陶格夫匹爾斯，拉脫維亞
- 湖州，中國
- 馬格德堡，德國
- 普洛耶什蒂，羅馬尼亞
- 舊扎戈拉，保加利亞
- 桃園，台灣
- 維爾紐斯區市，立陶宛

拉多姆斯科
- 基里亞特比亞利克，以色列
- 林肯，英格蘭，英國
- 馬科，匈牙利
- 奧萊內，拉脫維亞
- 沃茲涅先斯克，烏克蘭

拉瓦馬佐維耶茨卡
- 博斯科維采，捷克共和國
- 尼爾巴托爾，匈牙利

拉維奇
- 阿滕多恩，德國
- 格盧博科耶，白俄羅斯

雷達
- 沃維奇，波蘭
- 維爾紐斯區市，立陶宛
- 瓦爾德布龍，德國

雷舍爾
- 雅希烏奈（沙爾奇寧凱），立陶宛
- 耶姆尼采，捷克共和國
- 萊格登，德國
- 塔亞河畔拉布斯，奧地利

羅戈日諾
- 馬里揚泊萊，立陶宛
- 拉特里穆伊，法國
- 圖利欽，烏克蘭
- 武斯特羅，德國

羅普奇采
- 奧克森富特，德國
- 斯特羅普科夫，斯洛伐克

魯達希隆斯卡
- 卡里克弗格斯，北愛爾蘭，英國
- 萊維采，斯洛伐克
- 曼克，奧地利
- 維博瓦倫蒂亞，意大利

魯米亞
- 德布林，波蘭
- 胡爾茨弗雷德，瑞典
- 什文喬尼斯，立陶宛

雷布尼克
- 安特里姆和紐敦阿比，北愛爾蘭，英國
- 巴爾，烏克蘭
- 多爾斯滕，德國
- 奧伊拉斯堡，德國
- 伊萬諾-弗蘭科夫斯克，烏克蘭
- 卡爾維納，捷克共和國
- 拉賓，克羅埃西亞
- 拉里薩，希臘
- 列萬，法國
- 馬扎梅，法國
- 聖瓦利耶，法國
- 托波爾恰內，斯洛伐克
- 維爾紐斯區市，立陶宛

雷杜烏托維
- 赫維多夫雷，丹麥
- 奧爾洛瓦，捷克共和國
- 雷肯，德國

雷平
- 包斯卡，拉脫維亞
- 文奇察，波蘭
- 帕克魯奧伊斯，立陶宛
- 烏賈泰-特雷瓦諾，意大利

熱舒夫
- 比勒費爾德，德國
- 水牛城，美國
- 切爾尼戈夫，烏克蘭
- 防城港，中國
- 蓋恩斯維爾，美國
- 伊萬諾-弗蘭科夫斯克，烏克蘭
- 克拉根福，奧地利
- 科諾托普，烏克蘭
- 科希策，斯洛伐克
- 拉米亞，希臘
- 盧茨克，烏克蘭
- 利維夫，烏克蘭
- 尼賴吉哈佐，匈牙利
- 拉什穆爾，英格蘭，英國
- 泗川，南韓
- 薩圖馬雷，羅馬尼亞
- 斯普利特，克羅埃西亞
- 特魯斯卡韋茨，烏克蘭

## S

### Sa–Sk
桑多梅日
- 埃門丁根，德國
- 特倫特河畔紐瓦克，英格蘭，英國
- 奧斯特羅格，烏克蘭
- 沃爾泰拉，意大利

薩諾克
- 塞斯塔，法國
- 德羅戈貝奇，烏克蘭
- 久恩久什，匈牙利
- 胡梅內，斯洛伐克
- 卡緬涅茨-波多利斯基，烏克蘭
- 厄斯特松德，瑞典
- 賴因海姆，德國

塞羅茨克
- 巴拉頓阿爾馬迪，匈牙利
- 切萊諾，意大利
- 傑爾若尼烏夫，波蘭
- 伊格納利納，立陶宛
- 蘭什克龍，捷克共和國
- 拉濟翁庫夫，波蘭

桑濟紹夫
- 米庫林齊，烏克蘭
- 斯卡拉-波迪爾斯卡，烏克蘭

謝德爾采
- 別爾季奇夫，烏克蘭
- 達辛，德國
- 佩斯坎蒂納，意大利
- 薩比諾夫，斯洛伐克
- 維爾紐斯區市，立陶宛

希米亞諾維采希隆斯基
- 克姆皮亞圖爾濟，羅馬尼亞
- 雅布隆科夫，捷克共和國
- 克滕，德國
- 莫哈奇，匈牙利
- 瓦特雷洛，法國

希米亞蒂切
- 卡斯特羅利貝羅，意大利
- 埃特貝克，比利時
- 科布林，白俄羅斯
- 波斯塔維，白俄羅斯
- 策登尼克，德國

希拉茲
- 阿納馬斯，法國
- 加格瑙，德國
- 戈斯皮奇，克羅埃西亞
- 揚博爾，保加利亞

斯卡日斯科-卡緬納
- 富蘭克林公園，美國
- 卡瓦爾納，保加利亞
- 斯塔福德，英格蘭，英國
- 日梅林卡，烏克蘭

斯卡維納
- 奇維塔諾瓦馬爾凱，意大利
- 霍萊紹夫，捷克共和國
- 許爾特，德國
- 佩雷梅什利亞內，烏克蘭
- 羅茲托基，捷克共和國
- 塞特福德，英格蘭，英國
- 圖爾恰恩斯凱泰普利采，斯洛伐克

希基耶爾涅維采
- 沙泰萊永海灘，法國
- 格拉，德國
- 萊維采，斯洛伐克
- 盧布內，烏克蘭
- 森泰什，匈牙利

斯科丘夫
- 赫拉德克，捷克共和國

斯克維日納
- 柏林附近貝爾瑙，德國
- 杜爾貝，拉脫維亞
- 弗雷德斯多夫-福格爾斯多夫，德國
- 米恩濟霍德，波蘭

### Sl–Sr
斯瓦瓦
- 埃斯諾，比利時
- 盧考，德國

斯武比采
- 奧得河畔法蘭克福，德國
- 海爾布隆，德國
- 紹斯特卡，烏克蘭

斯武普斯克
- 巴里，意大利
- 布哈拉，烏茲別克
- 卡萊爾，英格蘭，英國
- 卡爾塔舒，葡萄牙
- 弗倫斯堡，德國
- 弗雷德里克斯塔，挪威
- 烏斯特卡，波蘭
- 萬塔，芬蘭
- 沃丁堡，丹麥

索哈切夫
- 戈羅多克，烏克蘭
- 梅爾頓莫布雷，英格蘭，英國

索科烏夫波德拉斯基
- 切爾沃恩卡-萊什奇內，波蘭
- 杜布諾，烏克蘭
- 耶卡布皮爾斯，拉脫維亞

索波特
- 阿什凱隆，以色列
- 比爾戈羅德-德涅斯特羅夫斯基，烏克蘭
- 弗蘭肯塔爾，德國
- 卡爾斯港，瑞典
- 奈斯特韋，丹麥
- 拉策堡，德國
- 濱海紹森德，英格蘭，英國
- 扎科帕內，波蘭

索斯諾維茨
- 傑爾哈奇，烏克蘭
- 濟夫諾夫，波蘭
- 伊達爾-奧伯施泰因，德國
- 科馬羅姆，匈牙利
- 馬阿里夫（卡薩布蘭卡），摩洛哥
- 萊米羅，法國
- 魯貝，法國
- 蘇恰瓦，羅馬尼亞

希雷姆
- 貝爾根，德國
- 羅日諾夫波德拉德霍什捷姆，捷克共和國
- 希維德尼克，波蘭

希羅達希隆斯卡
- 卡米安卡-布茲卡，烏克蘭
- 薩特蘭，德國
- 什捷帕諾夫，捷克共和國

希羅達維爾科波爾斯卡
- 貝林根（赫爾塞爾貝格-海尼希），德國
- 亨尼格斯多夫，德國
- 霍耶斯韋達，德國[358]
- 克拉盧皮納德伏爾塔瓦河，捷克共和國[359]
- 莫吉廖夫-波迪爾斯基，烏克蘭
- 普羅斯捷約夫，捷克共和國[360]
- 維特雷，法國

### St–Su
斯塔洛瓦沃拉
- 柳州，中國

斯塔拉霍維采
- 海伍德，英格蘭，英國

斯塔爾加德
- 埃爾姆斯霍恩，德國
- 薩爾杜斯，拉脫維亞
- 施特拉爾松德，德國
- 韋伊亨，荷蘭

斯塔羅加德格但斯基
- 博里斯拉夫，烏克蘭
- 迪普霍爾茨，德國
- 佛山，中國
- 漯河，中國

斯塔里桑奇
- 丘古伊夫，烏克蘭
- 杜納凱西，匈牙利
- 凱斯特海伊，匈牙利
- 科什德，匈牙利
- 朗布爾-萊杜埃，法國
- 萊沃恰，斯洛伐克
- 利普托夫斯基赫拉多克，斯洛伐克
- 門科尼科，意大利

斯特魯緬
- 多爾尼多馬斯拉維采，捷克共和國
- 多爾尼赫里喬夫，斯洛伐克
- 克拉斯尼亞內，斯洛伐克
- 佩特日瓦爾德，捷克共和國
- 謝諾夫，捷克共和國
- 蘇盧夫-赫拉德納，斯洛伐克

斯特熱戈姆
- 奧爾巴赫，德國
- 霍日采，捷克共和國
- 弗里尼亞諾的帕武洛，意大利
- 皮德海齊，烏克蘭
- 茲諾伊莫，捷克共和國

斯特熱爾采克拉延斯基
- 安格爾明德，德國
- 雅默布格特，丹麥
- 托內施，德國

斯特熱爾采奧波爾斯基
- 班德拉，美國
- 德魯斯基寧凱，立陶宛
- 霍利采，捷克共和國
- 索斯特，德國
- 蒂斯梅尼察，烏克蘭

斯特熱林
- 弗蘭肯貝格，德國
- 利布哈維，捷克共和國
- 施特拉倫，德國
- 斯維塔維，捷克共和國
- 特魯特諾夫，捷克共和國

斯特日若夫是歐洲鄉村社區憲章的成員，這是一個橫跨歐盟的友好城市協會。斯特日若夫也有其他幾個友好城市。
歐洲鄉村社區憲章
- 別恩韋尼達，西班牙
- 比耶夫爾，比利時
- 布奇內，意大利
- 卡舍爾，愛爾蘭
- 西塞，法國
- 德斯伯勒，英格蘭，英國
- 埃施（哈倫），荷蘭
- 赫普施泰特，德國
- 伊伯內什蒂，羅馬尼亞
- 坎達瓦（圖庫姆斯），拉脫維亞
- 坎努斯，芬蘭
- 科林德羅斯，希臘
- 拉塞，奧地利
- 梅澤夫，斯洛伐克
- 莫拉夫切，斯洛維尼亞
- 奈斯特韋，丹麥
- 納吉岑克，匈牙利
- 納杜爾，馬耳他
- 奧克爾博，瑞典
- 帕諾萊夫卡拉，塞浦路斯
- 珀爾瓦，愛沙尼亞
- 薩穆埃爾（索雷），葡萄牙
- 斯利沃波萊，保加利亞
- 斯塔里波德沃羅夫，捷克共和國
- 蒂斯諾，克羅埃西亞
- 特魯瓦維埃爾熱，盧森堡
- 扎加雷（約尼什基斯），立陶宛

其他
- 巴尼亞卡瓦洛，意大利
- 戈羅多克，烏克蘭
- 基什瓦爾達，匈牙利
- 納姆索斯，挪威
- 斯維德尼克，斯洛伐克

蘇希拉斯
- 赫尼萬，烏克蘭
- 伊澤恩哈根，德國
- 波羅寧，波蘭
- 塔馬希，匈牙利

蘇萊霍夫
- 克里烏萊尼，摩爾多瓦
- 菲爾斯滕瓦爾德，德國
- 拉什穆爾，英格蘭，英國

蘇萊欽
- 貝斯科，德國
- 弗里德蘭，德國
- 卡門，德國
- 諾維托米什爾，波蘭

蘇萊尤韋克
- 布爾拉雷納，法國
- 維姆西，愛沙尼亞
- 維爾紐斯區市，立陶宛
- 雅爾瓦奇，土耳其

蘇瓦烏基
- 阿利圖斯，立陶宛
- 大辛特，法國
- 馬里揚泊萊，立陶宛
- 諾托登，挪威
- 沃魯，愛沙尼亞
- 瓦倫，德國

### Sw
斯瓦熱茲
- 杜克萊爾，法國
- 龍嫩貝格，德國

希維德尼察
- 比貝拉赫，德國
- 伊萬諾-弗蘭科夫斯克，烏克蘭
- 卡津茨巴爾奇卡，匈牙利
- 涅任，烏克蘭
- 波利采納德梅圖伊，捷克共和國
- 什文喬尼斯，立陶宛
- 特魯特諾夫，捷克共和國
- 滕德林，英格蘭，英國

希維德尼察（鄉村鎮）
- 埃爾蒙，法國
- 蘭佩特海姆，德國
- 馬爾德海姆，比利時
- 祖科沃，波蘭
- 茲維亞黑爾區，烏克蘭

希維德尼克
- 阿爾滕，荷蘭
- 貝蒂訥，法國
- 布林迪西，意大利
- 拉敦，白俄羅斯
- 列奇察，白俄羅斯
- 紹斯特卡，烏克蘭
- 希雷姆，波蘭
- 斯維德尼克，斯洛伐克
- 瓦列沃，塞爾維亞
- 韋林哈特菲爾德，英格蘭，英國

希維埃博濟采
- 赫魯紹夫，斯洛伐克
- 伊萊姆尼采，捷克共和國
- 馬爾伊納戈爾卡，白俄羅斯
- 瓦爾德布呂爾，德國

希維埃博津
- 弗里索伊特，德國
- 赫茨貝格，德國
- 柏林附近諾伊恩哈根，德國

希維埃切
- 格恩斯海姆，德國
- 皮埃什采，波蘭

希維爾扎瓦
- 霍茨，波蘭
- 科特馬爾，德國
- 馬拉斯卡拉，捷克共和國

希維恩托赫沃維采
- 海洛，荷蘭
- 拉河畔拉，奧地利
- 新伊欽，捷克共和國
- 里馬夫斯卡索博塔，斯洛伐克
- 泰安，中國
- 蒂薩烏伊瓦羅什，匈牙利
- 托列茲，烏克蘭

希維諾烏伊希切
- 黑林斯多夫，德國
- 諾登哈姆，德國
- 前波美拉尼亞-格賴夫斯瓦爾德，德國
- 伊斯塔德，瑞典

### Sy–Sz
西措夫
- 馬爾施，德國
- 揚皮爾，烏克蘭

沙莫圖維
- 布里尼奧勒，法國
- 布魯內克，意大利
- 格羅斯-格勞，德國
- 哈爾德貝格，荷蘭
- 馬克，瑞典
- 蒂爾特，比利時

什切青
- 巴里，意大利
- 不來梅哈芬，德國
- 第聶伯羅，烏克蘭
- 埃斯比約，丹麥
- 弗里德里希斯海因-克羅伊茨貝格（柏林），德國
- 格賴夫斯瓦爾德，德國
- 金斯頓阿蓬赫爾，英格蘭，英國
- 克萊佩達，立陶宛
- 馬爾默，瑞典
- 羅斯托克，德國
- 聖路易斯，美國

什切奇內克
- 貝亨奧普佐姆，荷蘭
- 新施特雷利茨，德國
- 努瓦耶勒蘇朗斯，法國
- 瑟德港，瑞典

什切科奇內
- 阿多尼，匈牙利
- 耶爾沙瓦，斯洛伐克

什奇特諾
- 巴托奇納，塞爾維亞
- 黑爾滕，德國
- 沙爾奇寧凱，立陶宛
- 日維茨，波蘭

什普羅塔瓦
- 蓋費爾斯貝格，德國
- 施普倫貝格，德國
- 烏曼，烏克蘭

什圖姆
- 庫皮什基斯，立陶宛
- 波列斯克，俄羅斯
- 里特胡德，德國
- 瓦爾德勒伊，法國

什德沃維茨
- 貝納，法國
- 圖爾達，羅馬尼亞

## T
塔爾諾布熱格
- 班斯卡比斯特里察，斯洛伐克
- 切爾尼戈夫，烏克蘭
- 佐洛奇夫區，烏克蘭[399]

塔爾努夫
- 比拉采爾克瓦，烏克蘭
- 布萊克本，英格蘭，英國
- 卡薩爾馬焦雷，意大利
- 基什克勒什，匈牙利
- 科特拉斯，俄羅斯
- 新松奇，波蘭
- 斯霍滕，比利時
- 捷爾諾波爾，烏克蘭
- 特倫欽，斯洛伐克
- 韋斯普雷姆，匈牙利

塔爾努夫（鄉村鎮）
- 雅斯阿爾索聖捷爾吉，匈牙利
- 雅斯多薩，匈牙利
- 托爾納利亞，斯洛伐克

塔爾諾沃波德古爾內
- 巴爾多，波蘭
- 科洛尼奧阿爾塞里奧，意大利
- 喬爾什廷，波蘭
- 弗龍羅伊特，德國
- 卡米安卡-波迪爾斯基，烏克蘭
- 利瓦尼，拉脫維亞
- 諾爾登費爾德，荷蘭
- 羅爾多夫，德國
- 沙爾奇寧凱，立陶宛
- 謝穆德，波蘭
- 烏克梅爾蓋，立陶宛

塔爾諾夫斯基戈雷
- 貝凱什喬巴，匈牙利
- 貝恩堡，德國
- 庫特納霍拉，捷克共和國
- 梅里庫爾，法國

特切夫
- 艾茲克勞克萊，拉脫維亞
- 巴金和達格納姆，英格蘭，英國
- 博韋，法國
- 比爾扎伊，立陶宛
- 喬爾諾莫爾斯克，烏克蘭
- 德布諾，波蘭
- 列夫哈沙倫，以色列
- 韋爾德，德國
- 維滕，德國

托馬舒夫馬佐維茨基
- 伊萬諾-弗蘭科夫斯克，烏克蘭
- 利納雷斯，西班牙
- 米奧尼察，塞爾維亞
- 波蘭村（貝伊科茲），土耳其

托倫
- 布賴恩，美國
- 昂熱，法國
- 恰德察，斯洛伐克
- 大學城，美國
- 格廷根，德國
- 桂林，中國
- 海門林納，芬蘭
- 考納斯，立陶宛
- 萊頓，荷蘭
- 盧茨克，烏克蘭
- 新梅斯托，斯洛維尼亞
- 費城，美國
- 史雲頓，英格蘭，英國

特日齊安卡
- 特威德河畔貝里克，英格蘭，英國
- 杜什尼基-茲德魯伊，波蘭
- 胡蘇姆，德國
- 萊爾特，德國
- 托馬什皮爾，烏克蘭

特熱比亞圖夫
- 布爾維努夫，波蘭
- 格羅斯雷申，德國
- 伊斯特布納，波蘭
- 舍博，瑞典
- 萬德利茨，德國

特熱比尼亞
- 比利蒙蒂尼，法國
- 伯嫩，德國
- 伊舍伊，丹麥
- 雷傑洛，意大利

特熱布尼察
- 基青根，德國
- 維尼基，烏克蘭

圖霍拉
- 庫多瓦-茲德魯伊，波蘭
- 呂布特恩，德國
- 奧爾興，德國

圖霍夫
- 巴拉尼夫卡，烏克蘭
- 德特瓦，斯洛伐克
- 伊林根，德國
- 馬爾特夫，匈牙利
- 米庫洛夫，捷克共和國
- 佩滕巴赫，奧地利
- 特烏蒂-馬格赫勞什，羅馬尼亞

圖雷克
- 杜納伊夫齊，烏克蘭
- 羅維納里，羅馬尼亞
- 圖爾哈爾，土耳其
- 烏涅尤夫，波蘭
- 維斯莫爾，德國

蒂黑
- 卡西諾，意大利
- 馬爾察恩-海勒斯多夫（柏林），德國

## U
烏斯特卡
- 比爾斯科-比亞瓦，波蘭
- 奧梅庫爾，法國
- 卡佩爾恩，德國
- 帕蘭加，立陶宛
- 斯武普斯克，波蘭

烏斯特龍
- 弗倫什塔特波德拉德霍什滕，捷克共和國
- 豪伊杜納納什，匈牙利
- 卡萊蒂，波蘭
- 盧哈喬維采，捷克共和國
- 諾伊基興-弗盧恩，德國
- 皮埃什佳尼，斯洛伐克
- 新布達（布達佩斯），匈牙利
- 烏斯特羅涅莫爾斯基，波蘭

## W

### Wa–Wi
瓦多維采
- 阿西西，意大利
- 卡納萊達戈爾多，意大利
- 卡爾皮內托羅馬諾，意大利
- 芝加哥高地，美國
- 凱奇凱梅特，匈牙利
- 馬克特爾，德國
- 皮埃特雷爾奇納，意大利
- 聖喬瓦尼羅通多，意大利
- 索納，意大利

旺格羅維茨
- 阿登多夫，德國
- 久拉，匈牙利
- 克拉斯諾戈爾斯克，俄羅斯
- 勒普萊西-特雷維茲，法國
- 申瓦爾德-格利恩，德國

瓦烏布日赫
- 博里斯拉夫，烏克蘭
- 布雷頓角，加拿大[420]
- 福賈，意大利
- 弗賴貝格，德國
- 吉茲拉，馬耳他
- 赫拉德茨-克拉洛韋，捷克共和國
- 雅斯塔爾尼亞，波蘭
- 瓦訥，法國

瓦烏奇
- 奧斯托普，瑞典
- 巴德埃森，德國
- 拜勒爾，法國
- 屈里茨，德國
- 韋爾訥，德國

華沙
- 阿斯塔納，哈薩克斯坦
- 柏林，德國
- 芝加哥，美國
- 杜塞爾多夫，德國
- 河內，越南
- 基輔，烏克蘭
- 里加，拉脫維亞
- 里約熱內盧，巴西
- 首爾，韓國
- 台北，台灣
- 特拉維夫，以色列
- 維爾紐斯，立陶宛

瓦爾塔
- 塞切尼，匈牙利
- 通扎，保加利亞

文格爾斯卡古爾卡
- 倫傑爾托蒂，匈牙利
- 帕科茲德，匈牙利

文戈熱沃
- 勒弗蘭庫克，法國
- 羅滕堡，德國
- 維爾紐斯區，立陶宛
- 雅沃里夫，烏克蘭

文格魯夫
- 羅基特內，烏克蘭
- 斯科萊，烏克蘭
- 什文喬尼斯，立陶宛
- 瓦爾索爾達，意大利

維利奇卡
- 貝格卡門，德國
- 法諾，意大利
- 利托韋爾，捷克共和國
- 聖安德烈-萊茲-里爾，法國
- 塞斯托菲奧倫蒂諾，意大利

維利舍夫
- 阿吉奧斯斯特凡諾斯，希臘
- 格拉菲尼亞諾，意大利
- 米爾諾，波蘭
- 薩拉斯皮爾斯，拉脫維亞
- 錫雷特，羅馬尼亞
- 特里陶，德國

維倫
- 阿德萊布森，德國
- 奧斯特堡，德國

維拉莫維采
- 多爾尼貝內紹夫，捷克共和國
- 霍爾納蘇查，斯洛伐克
- 基什烏伊薩拉什，匈牙利
- 克蘭耶茨，克羅地亞
- 克洛什塔爾伊瓦尼奇，克羅地亞
- 庫內拉德，斯洛伐克
- 拉耶茨凱泰普利采，斯洛伐克
- 特倫欽斯凱泰普利采，斯洛伐克
- 茹帕尼亞，克羅地亞

維爾科維采
- 布濟尼，斯洛伐克
- 克拉斯納，捷克共和國
- 利卡夫卡，斯洛伐克
- 盧比埃沃，波蘭

維斯瓦
- 布利萊米訥，法國
- 喬卡，塞爾維亞
- 胡克瓦爾迪，捷克共和國
- 雅布倫科夫，捷克共和國
- 雅斯塔爾尼亞，波蘭
- 萊因豪森，德國
- 魯容貝羅克，斯洛伐克

### Wl–Wy
弗瓦迪斯瓦沃沃
- 拉姆施泰特，德國
- 馬庫夫波德哈蘭斯基，波蘭
- 斯卡萊亞，意大利

弗沃茨瓦韋克
- 貝德福德，英格蘭，英國
- 伊茲梅爾，烏克蘭
- 聖阿沃爾德，法國

沃濟斯瓦夫希隆斯基
- 阿蘭亞，土耳其
- 阿爾蒂克，亞美尼亞
- 格拉德貝克，德國
- 卡爾維納，捷克共和國
- 薩洛米訥，法國
- 錫雷特，羅馬尼亞

沃爾布羅姆
- 多馬塞克，匈牙利
- 瓦爾特斯豪森，德國

沃沃明
- 切佩爾（布達佩斯），匈牙利

沃沃夫
- 布赫霍爾茨，德國
- 康特勒，法國
- 米洛維采，捷克共和國[439]

沃爾什廷
- 巴德貝文森，德國
- 多蒙，法國
- 利廷，烏克蘭
- 呂本，德國
- 莫爾，匈牙利
- 諾伊恩基興，德國
- 皮爾恩馬斯，荷蘭

弗羅茨瓦夫
- 巴統，格魯吉亞
- 布雷達，荷蘭
- 夏洛特，美國
- 德勒斯登，德國
- 瓜達拉哈拉，墨西哥
- 赫拉德茨-克拉洛韋，捷克共和國
- 考納斯，立陶宛
- 基輔，烏克蘭
- 里爾，法國
- 利維夫，烏克蘭
- 牛津，英格蘭，英國
- 拉馬特甘，以色列
- 雷克雅未克，冰島
- 維埃納，法國
- 威斯巴登，德國

弗龍基
- 貝弗韋克，荷蘭
- 庫克斯敦，北愛爾蘭，英國
- 倫特瓦里斯（特拉凱），立陶宛
- 普萊蘭，法國

弗熱希尼亞
- 加布森，德國
- 諾丁漢，英格蘭，英國

弗斯霍瓦
- 沙爾奇寧凱，立陶宛

維什庫夫
- 科赫特拉-耶爾韋，愛沙尼亞
- 維什戈羅德，烏克蘭

## Z

### Za
扎別熱夫
- 卡馬斯，美國
- 希爾斯伯勒，美國
- 赫魯什廷，斯洛伐克
- 克拉普科維采，波蘭
- 莫拉維采，波蘭

扎布科維采希隆斯基
- 布蘭，羅馬尼亞
- 切爾韋尼科斯泰萊茨，捷克共和國
- 豐特奈歐羅茲，法國
- 斯瓦夫諾，波蘭
- 烏赫特，德國
- 維斯洛赫，德國

扎布諾
- 巴德貝爾卡，德國

扎布熱
- 埃森，德國
- 隆德，瑞典
- 里夫訥，烏克蘭
- 羅瑟勒姆，英格蘭，英國
- 羅韋雷托，意大利
- 桑格豪森，德國
- 塞克蘭，法國
- 特爾納瓦，斯洛伐克
- 扎赫勒，黎巴嫩

扎甘
- 鄧斯，蘇格蘭，英國
- 內特芬，德國
- 奧特蘭德，德國
- 聖奧梅爾，法國
- 特爾托，德國

扎科帕內
- 班斯科，保加利亞
- 波洛涅茲克伊（貝伊科茲），土耳其
- 波普拉德，斯洛伐克
- 聖迪耶德沃日，法國
- 錫根，德國
- 索波特，波蘭
- 斯特雷，烏克蘭
- 高塔特拉，斯洛伐克

贊布魯夫
- 維薩吉納斯，立陶宛

扎莫希奇
- 巴爾代約夫，斯洛伐克
- 噴泉山，美國
- 拉夫堡，英格蘭，英國
- 盧茨克，烏克蘭
- 施韋比施哈爾，德國
- 錫吉什瓦拉，羅馬尼亞
- 威瑪，德國
- 若夫克瓦，烏克蘭

扎魯夫
- 洛馬爾，德國
- 尼姆布爾克，捷克共和國
- 烏伊費赫爾托，匈牙利

扎雷
- 加爾多尼，匈牙利
- 隆吉永，法國
- 魏斯瓦瑟，德國

扎瓦茲基
- 博克內姆，德國
- 喬爾特基夫，烏克蘭
- 杜布尼察納德瓦霍姆，斯洛伐克
- 奧特羅科維采，捷克共和國
- 烏比高-瓦倫布呂克，德國
- 瓦茨，匈牙利

扎維爾切
- 博恩海姆，德國
- 多爾尼庫賓，斯洛伐克
- 埃本澤，奧地利
- 卡緬涅茨-波季利斯基，烏克蘭
- 蓬泰蘭布羅，意大利
- 扎姆貝克，匈牙利

### Zb–Zi
茲邦申
- 布里斯科-芬肯赫爾德，德國
- 克沃茲科（農村鎮），波蘭
- 施萊費，德國
- 茲邦申內克，波蘭

茲布羅斯瓦維采
- 布拉肯海姆，德國
- 卡斯塔尼奧萊德萊蘭澤，意大利
- 沙爾奈萊馬孔，法國
- 塔爾納萊萊斯，匈牙利

茲敦斯卡沃拉
- 彼得拉桑塔，意大利
- 瓦爾米埃拉，拉脫維亞
- 扎拉賽，立陶宛

茲傑紹維采
- 利普尼克納德貝奇沃烏，捷克共和國

澤布日多維采
- 佩特羅維采烏卡爾維內，捷克共和國

茲吉爾什
- 比施維萊爾，法國
- 格勞豪，德國
- 霍德梅澤瓦薩爾海伊，匈牙利
- 伊赫拉瓦，捷克共和國
- 凱日馬羅克，斯洛伐克
- 庫皮什基斯，立陶宛
- 馬內維奇區，烏克蘭
- 奧日什，波蘭
- 蘇普拉希爾，波蘭

茲戈熱萊茨
- 阿維翁，法國
- 格爾利茨，德國
- 米爾戈羅德，烏克蘭
- 納烏薩，希臘

濟恩比采
- 布萊頓，美國
- 埃布賴希斯多夫，奧地利
- 雅羅梅日，捷克共和國

綠山城
- 拉奎拉，意大利
- 比斯特里察，羅馬尼亞
- 科特布斯，德國
- 海爾蒙德，荷蘭
- 伊萬諾-弗蘭科夫斯克，烏克蘭
- 克拉列沃，塞爾維亞
- 尼特拉，斯洛伐克
- 特魯瓦，法國
- 韋爾登，德國
- 維捷布斯克，白俄羅斯
- 無錫，中國
- 茨陶，德國

濟隆基
- 埃爾桑庫皮尼，法國
- 瓦舒加爾，美國

### Zl–Zy
茲沃奇埃涅茨
- 巴德塞格貝格，德國
- 德拉夫斯科波莫爾斯基，波蘭
- 科澤羅，德國
- 皮日采，波蘭

茲沃托雷亞
- 布哈奇，烏克蘭
- 米蒙，捷克共和國
- 普爾斯尼茨，德國
- 韋斯特堡，德國

茲沃托夫
- 埃格辛，德國
- 拉弗萊什，法國
- 古爾，英格蘭，英國
- 涅斯維日，白俄羅斯
- 拉特諾，德國

日米格魯德
- 巴格特海德，德國

日寧
- 阿爾貝爾蒂爾薩，匈牙利
- 比爾什托納斯，立陶宛
- 馬拉茨基，斯洛伐克
- 沙爾奇寧凱，立陶宛
- 韋塞利納德摩拉沃烏，捷克共和國

日奧雷
- 坎普-林特福特，德國
- 梅澤克韋什德，匈牙利
- 帕斯瓦利斯，立陶宛
- 蒙索萊米訥，法國
- 泰季夫，烏克蘭

日烏科沃
- 巴爾維，拉脫維亞
- 聖朱尼安，法國
- 希維德尼察（農村鎮），波蘭
- 溫德爾施泰因，德國

日赫林
- 布羅德，烏克蘭

日拉爾杜夫
- 德爾切沃，北馬其頓
- 克拉斯納利帕，捷克共和國
- 盧爾馬蘭，法國
- 唐山，中國
- 特里亞夫納，保加利亞

日維耶茨
- 阿杜爾，英格蘭，英國
- 恰德察，斯洛伐克
- 費爾德巴赫，奧地利[477]
- 格德勒，匈牙利
- 利普托夫斯基米庫拉什，斯洛伐克
- 奧帕瓦，捷克共和國[478]
- 里奧姆，法國
- 斯圖魯曼，瑞典[479]
- 什切特諾，波蘭
- 溫特哈興，德國